# Xenuromys barbatus
Xenuromys barbatus é uma espécie de roedor da família Muridae. É a única espécie do género Xenuromys.
Pode ser encontrada nos seguintes países: Indonésia (Nova Guiné Ocidental) e Papua-Nova Guiné.